# اچ‌ام‌اس هاستی (۱۸۹۴)
اچ‌ام‌اس هاستی (۱۸۹۴) (به انگلیسی: HMS Hasty (1894)) یک کشتی بود که طول آن ۱۹۵ فوت (۵۹ متر) بود. این کشتی در سال ۱۸۹۴ ساخته شد.